# وزارة الزراعة والتعاونيات (تايلاند)
وزارة الزراعة والتعاونيات (بالتايلندية: กระทรวงเกษตรและสหกรณ์)‏ هي وزارة في حكومة تايلاند. الوزارة هي واحدة من أقدم الوزارات في الحكومة ويرجع وجودها إلى القرن الرابع عشر. الوزارة مسؤولة عن إدارة السياسات الزراعية، والغابات، والموارد المائية، والري، وتعزيز وتنمية المزارعين والنظم التعاونية، بما في ذلك التصنيع والمنتجات الزراعية. بما أن تايلاند بلد زراعي ذو تقاليد زراعية قوية ، فإن الوزارة هي واحدة من أهم الإدارات في الحكومة.

## أنظر أيضا
- الزراعة في تايلاند
- اقتصاد تايلاند
- حكومة تايلاند